# Laza Paču
Laza(r) Paču (srbsko Лаза Пачу), srbski politik in zdravnik, *Čurug v Bački, 1. marec 1853, † 12. oktober 1915, Vrnjci.
Paču je bil finančni strokovnjak in večkrat finančni minister Kraljevine Srbije, nazadnje od 1912 do smrti. Bil je znan poštenjak. Po naključju je on sprejel avstro-ogrski ultimat na pragu 1.svetovne vojne (23. julija 1914).